# Anguliphantes
Genre
Anguliphantes est un genre d'araignées aranéomorphes de la famille des Linyphiidae.

## Distribution
Les espèces de ce genre se rencontrent en écozone paléarctique.

## Liste des espèces
Selon World Spider Catalog (version 23.0, 26/05/2022) :
- Anguliphantes angulipalpis (Westring, 1851)
- Anguliphantes cerinus (L. Koch, 1879)
- Anguliphantes curvus (Tanasevitch, 1992)
- Anguliphantes dybowskii (O. Pickard-Cambridge, 1873)
- Anguliphantes karpinskii (O. Pickard-Cambridge, 1873)
- Anguliphantes maritimus (Tanasevitch, 1988)
- Anguliphantes monticola (Kulczyński, 1881)
- Anguliphantes nasus (Paik, 1965)
- Anguliphantes nepalensis (Tanasevitch, 1987)
- Anguliphantes nepalensoides Tanasevitch, 2011
- Anguliphantes ryvkini Tanasevitch, 2006
- Anguliphantes sibiricus (Tanasevitch, 1986)
- Anguliphantes silli (Weiss, 1987)
- Anguliphantes tadjik Tanasevitch, 2022
- Anguliphantes tripartitus (Miller & Svatoň, 1978)
- Anguliphantes ussuricus (Tanasevitch, 1988)
- Anguliphantes zygius (Tanasevitch, 1993)

## Systématique et taxinomie
Ce genre a été décrit par Saaristo et Tanasevitch en 1996 dans les Linyphiidae.

## Publication originale
- Saaristo & Tanasevitch, 1996 : « Redelimitation of the subfamily Micronetinae Hull, 1920 and the genus Lepthyphantes Menge, 1866 with descriptions of some new genera (Aranei, Linyphiidae). » Berichte des naturwissenschaftlich-medizinischen Vereins in Innsbruck, vol. 83, p. 163-186 (texte intégral)